# Weiherhof (Zirndorf)

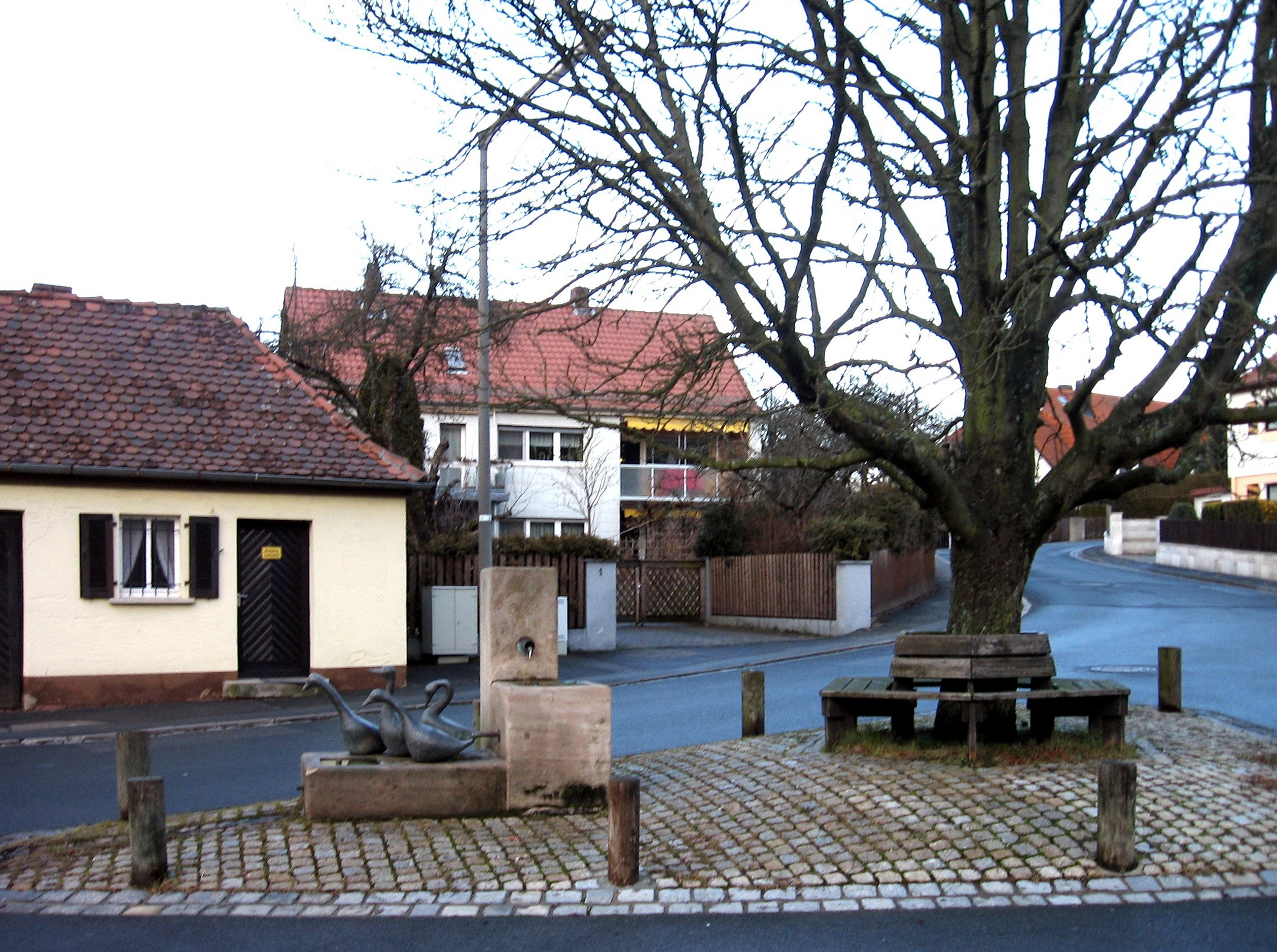
Alter Dorfplatz

Weiherhof Zahnärztehaus und Café

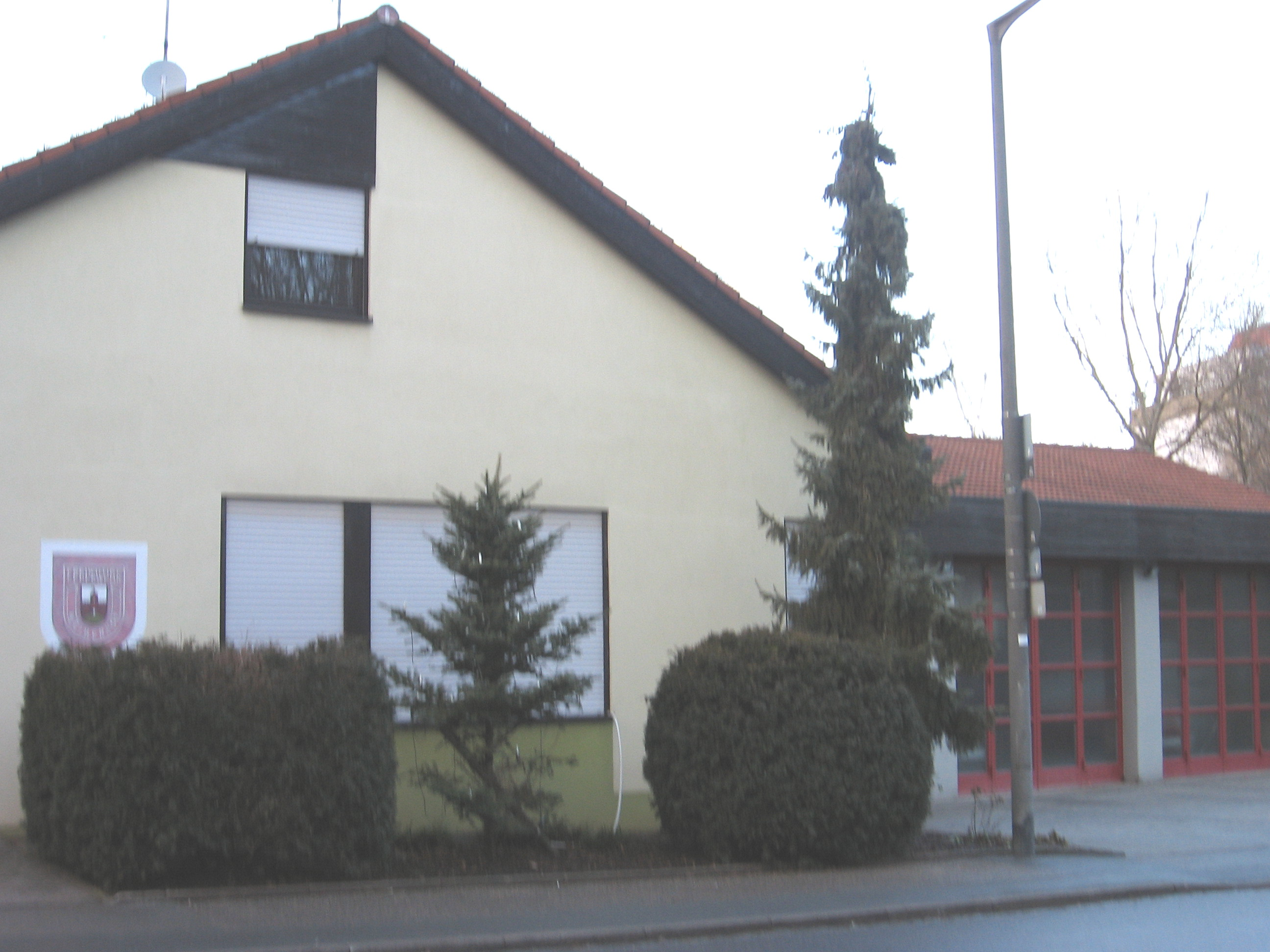
Weiherhof Feuerwehrhaus

Weiherhof (fränkisch: Waiea-hohf) ist ein Gemeindeteil der Stadt Zirndorf (Mittelfranken, Bayern). Weiherhof liegt in der Gemarkung Bronnamberg.

## Geographie
Das Dorf liegt am Banderbach, einem linken Zufluss der Bibert, am Cadolzburger Höhenzug. Im Westen grenzt der Zirndorfer Stadtwald an, im Norden und Osten der Fürther Stadtwald. Gemeindeverbindungsstraßen führen nach Oberfürberg (1 km nördlich), nach Zirndorf (2,8 km südöstlich), zur Kreisstraße FÜ 19 (1 km südwestlich) und nach Banderbach ebenfalls zur FÜ 19 (0,6 km südlich).

## Geschichte
Weiherhof unterscheidet sich von den übrigen Gemeindeteilen der Stadt Zirndorf in zweierlei Hinsicht: Es wurde sehr viel später gegründet, entwickelte sich aber innerhalb kürzester Zeit zum größten Gemeindeteil.
1709 gründete der Zirndorfer Pfarrer Leonard Fischer den Ort, indem er den wasserreichen Wald rodete und sich einen Altersruhesitz mit Landwirtschaft anlegte. Die erste urkundliche Erwähnung 1711 geht auf den Gründer zurück, in der Pfarrbeschreibung steht: „Weiherhof. Diesen hat der Pfarrer Leonard Fischer gegründet und hat zwei Heere Stätte.“ Laut der Vetterschen Oberamtsbeschreibungen von 1732 gab es nur eine Untertansfamilie. Über Jahrzehnte hinweg bleibt der „Hof am Weiher“ das einzige Gebäude.
Gegen Ende des 18. Jahrhunderts gab es in Weiherhof zwei Anwesen (1 Hof, 1 Haus). Das Hochgericht übte das brandenburg-ansbachische Oberamt Cadolzburg aus. Grundherr war das Kastenamt Cadolzburg. 1804 gab es ein Anwesen, das dem Oberamt Cadolzburg unterstand.
Von 1797 bis 1808 unterstand der Ort dem Justiz- und Kammeramt Cadolzburg. Im Rahmen des Gemeindeedikts wurde Weiherhof dem 1808 gebildeten Steuerdistrikt Leichendorf zugeordnet. Es gehörte der im selben Jahr gegründeten Ruralgemeinde Bronnamberg an.
Im Jahre 1886 wurde die Freiwillige Feuerwehr Bronnamberg-Banderbach-Weiherhof gegründet.
Bis Mitte des 20. Jahrhunderts änderten sich Größe und Charakter von Weiherhof nicht wesentlich. Im Jahre 1950 setzte die erste Bautätigkeit ein. In den 1970er Jahren verwandelte sich Weiherhof auf Grund des Baubooms in eine Großbaustelle. Die Altgemeinde Bronnamberg kümmerte sich um Ver- und Entsorgung, baute Straßen, die Arbeiterwohlfahrt einen Kindergarten. In dieser Zeit wurden ein Postamt und zwei Geldinstitute angesiedelt. Ärzte und Zahnärzte und eine Apotheke ließen sich nieder. Für die ursprünglich kleine, bäuerlich geprägte Gemeinde Bronnamberg war diese rasche Entwicklung nicht nur eine finanzielle, sondern auch soziale Herausforderung.
Im Rahmen der Gebietsreform in Bayern wurde die Gemeinde Bronnamberg am 30. April 1978 aufgelöst und nach Zirndorf eingegliedert. Weiherhof zählte zu diesem Zeitpunkt über 3000 Einwohner.
1981 wurde das neue Feuerwehrhaus eingeweiht. 2007/2008 wurde der Bahnhaltepunkt modernisiert.

## Einwohnerentwicklung
| Jahr      | 1818   | 1840   | 1861   | 1871   | 1885   | 1900   | 1925   | 1950   | 1961   | 1970   | 1987   | 2007 |
| Einwohner | 72     | 88     | 86     | 92     | 94     | 84     | 100    | 453    | 568    | 750    | 3010   | 3722 |
| Häuser    | 10     | 10     |        |        | 16     | 20     | 21     | 62     | 122    |        | 745    |      |
| Quelle    | [ 12 ] | [ 13 ] | [ 14 ] | [ 15 ] | [ 16 ] | [ 17 ] | [ 18 ] | [ 19 ] | [ 20 ] | [ 21 ] | [ 22 ] |      |

## Religion
Der Ort ist evangelisch-lutherisch geprägt und bis heute nach St. Rochus (Zirndorf) gepfarrt. Die Einwohner römisch-katholischer Konfession sind nach St. Josef (Zirndorf) gepfarrt.

## Brauchtum
Jeweils am ersten Wochenende im Monat September ist in Weiherhof Kärwa. Am Kärwa-Sonntag findet dabei ein Sautrogrennen auf dem Weiher gegenüber der Festwiese statt.